# ميلان راي
ميلان راي (بالإنجليزية: Milan Rai)‏ هو ناشط سلام بريطاني، ولد في القرن العشرين.